# نادي 3000
نادي 3000 هو مؤسسة خيرية مقرها فينيكس تعمل مع بنوك الطعام في ولاية أريزونا من أجل الحد من فضلات الطعام. يُعرف البرنامج الرئيسي لنادي 3000 بأسم «حركة السوق» (Market On The Move)، على الرغم من أن المنظمة توفر خدمات أخرى لمجتمعات ولاية أريزونا. بيان مهمتهم هو «توفير الفواكه والخضروات الطازجة لإنقاذ الحياة للأسر الفقيرة.»
تهدف الأهداف إلى تحسين المجتمع، مثل منع 30,000,000 رطل من الفواكه والخضروات الطازجة من الضياع كل عام.